# Arrondissement Saint-Paul
Arrondissement Saint-Paul (fr. Arrondissement de Saint-Paul) je správní územní jednotka ležící v zámořském departementu a regionu Réunion ve Francii. Člení se dále na pět obcí a 7 kantonů.

## Kantony
- L'Étang-Salé (částečně)
- Le Port
- La Possession
- Saint-Leu
- Saint-Paul-1
- Saint-Paul-2
- Saint-Paul-3